# Maximilian Joseph Gottfried Sommerau Beeckh
Maximilian Joseph Gottfried Sommerau Beeckh  (né le 21 décembre 1769 à Vienne et mort le 31 mars 1853 à Olomouc) est un cardinal autrichien  du XIXe siècle. 

## Biographie
Sommerau Beeckh est lieutenant de la cavalerie. Après son ordination en 1797, il est aumônier et curé à Vienne et chanoine et prieur à Olomouc. Il est élu archevêque d'Olomouc en 1836.  Le pape Pie IX le crée cardinal lors du consistoire du 30 septembre 1850.

## Sources
- Fiche sur le site fiu.edu